# Rudolph Friedrich Schultze
Rudolph Friedrich Schultze (* 21. Juli 1738 in Jerxheim; † 8. Januar 1791 in Magdeburg) war ein deutscher evangelischer Theologe.

## Leben
Der Sohn des Pfarrers Jacob Eberling Schultze und dessen Frau Marie Sophie (geb. Gustädt) hatte die Schule seiner Heimatstadt besucht und vom Vater die ersten Anweisungen erhalten. Nachdem er seine Studien an der Universität Halle und Universität Helmstedt absolviert hatte, ging er 1762 als Rektor der Stadtschule und Collaborator des Konsistoriums nach Köthen. Während jener Zeit hatte er auf sich mit einigen pädagogischen Schriften aufmerksam gemacht. Schultze wurde 1763 Pfarrer in Opperhausen, 1774 übernahm er eine Pfarrstelle in Kläden und 1781 wurde er Diakon an der Peterskirche in Magdeburg, in welchem Amt er sein Leben beschloss.

## Werke
- Menschliche Anstalten haben noch immer eine Erweiterung und Verbesserung nöthig, ein Programm. Köthen 1762
- Rambach's Anrede an Eltern, die Kinder fleißig zur Schule zu schicken, mit Anmerkungen herausgegeben. Köthen 1763
- Auszug eines Schreibens eines christlichen Candidaten an einem guten Freund, mit Anmerkungen. Köthen 1763
- Wie sich Eltern und Schullehrer in ihrer Erziehung und in ihrem Unterricht nach den verschiedenen Temperamenten der Kinder zu richten haben. Köthen 1764
- Drei redigten, in Hildesheim gehalten. ... 1773
- Ueber die Worte Hiob's: Dein Aufsehen bewahret meinem Odem. Eine Gratulationsschrift auf den Geburtstag einer hohen Person ... 1775
- Das Gebet der Untertanen für ihre Obrigkeit, Gratulation auf den Geburtstag einer hohen Person. Stendal 1776
- Vom sinnlichen Christenthum. Stendal 1777
- Unvorgreifliche Gedanken von dem Unterschiede der außerwesentlichen Stücke und Umstände der Bekehrung und Erneuerung der Menschen in Ansehung der Tempramente derselben. Stendal 1780
- Unmaßgebliches Bedenken über das neue Preußische Gesangbuch. Frankfurt u. Leipzig 1781
- Noch etwas über das neue Preußische Gesangbuch. Eine abgenöthigte Antwort auf den Beweis, daß das unmaßgebliche Bedenken über das neue Preußische Gesangbuch kindische Verleumdung sei. Stendal 1782
- Confirmationsrede. Stendal 1783
- Predigt über 1. Corinth. 9, 24-27. 10, 1-5. Stendal 1784
- Abschieds und Antrittspredigten. Köthen 1785
- Berichtigungen des Schreibens vom Niederrhein, die deutsche Gesellschaft zur Beförderung reiner Lehre und wahrer Gottseligkeit betreffend, welches in der Allgem. Literaturzeitung Nr. 200–202 vom Monat August 1786 befindlich ist. Magdeburg 1786
- Zuschriften an's Volk über reine Lehre und wahre Gottseligkeit u. s. w. Magdeburg 1786 4. Bde.; 2. Aufl. Magdeburg 1788–1789 4. Bde.
- Beiträge zu den Zuschriften an's Volk u. s. w. 1. Bd. Magdeburg 1787
- Der geistliche Schlaf der Menschen, eine Predigt über Röm. 13, 11-14. Magdeburg 1787
- Predigt über den Passionstext, 1. Joh. 19, 25-27. Magdeburg 1787
- Christliche Unterhaltungen. Erste bis dritte Mittheilung. Magdeburg 1788–1789
- Predigt über Nehem. 8, 1-11, am Jubelfeste, welches den 4ten Sonntag des Advent 1789 in der Petrikirche zu Magdeburg gefeiert worden, da hundert Jahre verflossen sind, als nach der Eroberung und Zerstörung der Stadt, in genannter wieder erbauten Kirche zum erstenmale wieder Gottesdienst gehalten worden. Magdeburg 1789
- Alte Wahrheiten für neue Zeiten. Magdeburg 1791